# 1323 Tugela
1323 Tugela è un asteroide della fascia principale del diametro medio di circa 58,44 km. Scoperto nel 1934, presenta un'orbita caratterizzata da un semiasse maggiore pari a 3,2282233 UA e da un'eccentricità di 0,1542583, inclinata di 18,66206° rispetto all'eclittica.
Prende il nome dal fiume Tugela in Sudafrica.